# LOVE CONNECTION
LOVE CONNECTION（ラヴ・コネクション）は、2010年4月1日から2020年9月30日までTOKYO FMで、2017年1月16日からFM大阪でも放送されたラジオ番組である。パーソナリティはLOVE。
放送時間は「LOVE CONNECTION」としてTOKYO FMで月曜から水曜の11時30分 - 13時00分に、「LOVE CONNECTION FRIDAY」として金曜の11時30分 - 11時55分にTOKYO FM、FM OH!の2局ネットで放送した。

## 番組概要
TOKYO FMの開局40周年記念番組として、2010年4月1日から放送開始。番組名はパーソナリティーのLOVEとTOKYO FMの周波数80.0（エイティー ポイント ラヴ）を掛け合わせたもので、『LOVEとつながる』という意味である。番組コンセプトは、番組時間帯がランチタイムと重なることから、ニュースや天気予報、交通情報、エンタメ情報をカバーしつつ、午後の仕事に向けて心地よい音楽や元気の出る音楽を提供する、音楽情報番組である。
開始当初は、TOKYO FM Midtown Studioから公開で生放送した。これまで同時間帯で同じ場所から放送されていた『ONCE』はTOKYO FMとJFNCの共同制作からJFNC制作に戻り、同時に半蔵門のスタジオからの放送に変更された。
2020年4月2日から『サステナ*デイズ』の放送開始に伴い、同年3月26日に木曜の放送は終了。月 - 水の放送も9月30日に終了した。
後番組は10月2日から当番組と同じくLOVEがパーソナリティを担当する「ALL-TIME BEST」。

### 東阪ネット開始
2017年1月16日からFM大阪（ネット開始当時はFM OSAKA）でもネットを開始。TOKYO FM制作の昼のワイドプログラムが他局へ同時生放送されるのは初めてである。FM大阪で同時間帯に放送されている『LOVE FLAP』（月-木）、『なんMEGA!』（金）は、放送開始を13時00分として放送時間を縮小した。
FM大阪でのネットに伴い、TOKYO FMサイト上のホームページアドレス（ディレクトリ）が"love80"から"love"に（旧アドレスでもアクセス可能）、公式ハッシュタグも"#love80"から"#ラブコネ"に変更された。FM大阪の周波数に配慮したものと思われる。
放送開始から7年間公開生放送してきたMidtown Studioが1月15日に閉鎖されるため、同日から月 - 木曜日はTOKYO FM 半蔵門本社のスタジオアースギャラリーから、金曜日はFM大阪本社の湊町リバープレイス内スタジオから生放送となった。。
2018年4月の改編で、FM大阪は月 - 木曜の既存ワイド番組の枠を拡大して、金曜を除く平日の同時ネットを取り止め、金曜のみ「LOVE CONNECTION FRIDAY」とタイトルを一新し、TOKYO FMアースギャラリーから2局ネットを継続している。2018年8月からTOKYO FM Ginza Sony Park Studioの開局による改編に伴い、「LOVE CONNECTION FRIDAY」の放送時間が縮小され、11時30分 - 11時55分となった。
2019年9月30日から2020年2月27日まで、月 - 木曜の放送がTOKYO FM Ginza Sony Park Studioから公開生放送を行っていた。

## タイムテーブル

### TOKYO FM 「LOVE CONNECTION」
（2020年4月現在）
- 10時55分 前番組「Blue Ocean」（月 - 金、9:00 - 11:00）[注 5]とクロストーク
- 11時30分 シングル、オープニング
- 11時50分頃 TOKYO FM NEWS
- 11時52分頃 TOKYO FM トラフィックレポート
- 11時54分頃 メッセージ紹介
- 12時00分 シングル、12時台オープニング
- 12時12分頃
  - （月）BEAUTY CONNECTION supported by VOCE
  - （火）PIGEON Mommy's CONNECTION
  - （水）毎日新聞 presents NEWS CONNECTION
- 12時30分頃 シングル、LISTEN! MY PLAY LIST
- 12時50分頃 Hello Smile Request
- 12時52分頃 TOKYO FM トラフィックレポート
- 12時54分頃 エンディング・次番組「高橋みなみの これから、何する?」との（月 - 木、13時00分 - 14時55分）クロストーク

### TOKYO FM / FM大阪 「LOVE CONNECTION FRIDAY」
現在
13時終了時代
（♪）... TOKYO FM・FM OH! 共通番組ジングル
| 時刻                                                                                    | 東阪共通プログラム                                   | TOKYO FM （東京ローカル）                                                                      | FM大阪 （大阪ローカル）                                                                                  | 備考 |
| --------------------------------------------------------------------------------------- | ---------------------------------------------------- | ---------------------------------------------------------------------------------------------- | --- | --- |
| 10:55頃                                                                                 |                                                      | TOKYO FM 「Blue Ocean」（月～金 8:55-11:00）にてパーソナリティの住吉美紀とのクロストーク・番宣 | - | |
| LOVE CONNECTION FRIDAY （金）11:30-13:00 ※TOKYO FM スタジオ・アースギャラリーから生放送 |                                                      |                                                                                                | | |
| 11:30:00                                                                                | （♪）オープニング 特集コーナー・メッセージテーマ発表 | （♪）オープニング 特集コーナー・メッセージテーマ発表                                           | （♪）オープニング 特集コーナー・メッセージテーマ発表                                                     | メッセージは番組ホームページ、Twitterから募集。Twitterハッシュタグは【#ラブコネ】。 |
| 11:49:00                                                                                |                                                      | CM                                                                                             | FM OH! HEADLINE NEWS                                                                                     | TOKYO FMではCMを放送、FM大阪ではFM OH!アナウンサーが情報アナウンスを担当。東阪ネット開始後から2017年10月までは、この時間のローカル枠は現行より1分長く（11:49:00～11:55:00）設定されていた。 |
| 11:50:00                                                                                | TOKYO FM NEWS                                        | FM OH! TRAFFIC REPORT                                                                          | TOKYO FMではパーソナリティのLOVEが、FM大阪では道路交通情報センターのアナウンサーが情報アナウンスを担当。 | |
| 11:52                                                                                   | TOKYO FM トラフィックレポート                        | CM                                                                                             | TOKYO FMでは道路交通情報センターのアナウンサーが情報アナウンスを担当、FM大阪ではCMを放送。               | |
| 11:54:00                                                                                | （♪）メッセージ紹介ほか                              | （♪）メッセージ紹介ほか                                                                        | （♪）メッセージ紹介ほか                                                                                  | |
| 11:59:00                                                                                |                                                      | CM・時報                                                                                       | CM・時報                                                                                                 | |
| 12:00:00                                                                                | （♪）12時台オープニング                              | （♪）12時台オープニング                                                                        | （♪）12時台オープニング                                                                                  | |
| 12:09頃                                                                                 |                                                      | CM                                                                                             | CM | |
| 12:10頃                                                                                 | （♪）WEEKEND CONNECTION ＜ECC提供＞                  | （♪）WEEKEND CONNECTION ＜ECC提供＞                                                            | （♪）WEEKEND CONNECTION ＜ECC提供＞                                                                      | |
| 12:29頃                                                                                 |                                                      | CM                                                                                             | CM | |
| 12:30                                                                                   | （♪）LISTEN！MY PLAY LIST                            | （♪）LISTEN！MY PLAY LIST                                                                      | （♪）LISTEN！MY PLAY LIST                                                                                | |
| 12:45頃                                                                                 |                                                      | CM                                                                                             | CM | |
| 12:48頃                                                                                 | （♪）Say What? ＜ECC提供＞                           | （♪）Say What? ＜ECC提供＞                                                                     | （♪）Say What? ＜ECC提供＞                                                                               | ECCの提供による英会話レッスン。 |
| 12:53:00                                                                                |                                                      | TOKYO FM トラフィックレポート                                                                  | FM OH! TRAFFIC REPORT                                                                                    | TOKYO FMではTOKYO FMトラフィックレポートを放送。パーソナリティのLOVEがJARTICと掛け合う。 FM大阪では道路交通情報センターのアナウンサーが情報アナウンスを担当。                               |
| 12:54頃                                                                                 | TOKYO FM トラフィックレポート                        | なんMEGA! とのクロストーク                                                                     | FM大阪では次番組「なんMEGA!」のパーソナリティである前田彩名（休演時は代演者）の番宣CMを放送。            | |
| 12:55:00                                                                                | エンディング - メッセージ紹介                        | エンディング - メッセージ紹介                                                                  | エンディング - メッセージ紹介                                                                            | エンディングテーマに乗せてメッセージ紹介、プレゼント当選者発表、次回放送予定などのお知らせを行う。                                                                                          |

- TOKYO FMは毎年1月2日及び3日に「サッポロビール新春スポーツスペシャル箱根駅伝速報」がスポットで挿入される。東京送出の時間帯（11時49分 - 11時50分頃／12時46分 - 12時47分頃）に箱根駅伝速報担当のキャスターが担当する。
- TOKYO FM、FM大阪がそれぞれ特別番組（ホリデースペシャル）を編成する場合、番組が休止となる。FM大阪のみ特別番組が編成される場合は、TOKYO FMローカルで「LOVE CONNECTION -Holiday Eddition-」と題して編成する。 この場合はローカル枠の時間設定を廃し、変則的な時間にTOKYO FM NEWS、交通情報を挿入する。

過去（TOKYO FMローカル時代）
- 12時30分 - 12時45分頃 スターバックス ミュージックバリスタ - Midtown Studioが「STARBUCKS TOKYO MIDTOWN COMPLEX STUDIO」店内に設置されていたことからスターバックス提供のコーナーとして放送。Midtown Studio閉鎖と共に終了。
- 12時50分 - 12時55分頃 GO!GO!リクエスト - 2016年4月 - 2017年1月13日放送。